# Gundeperga

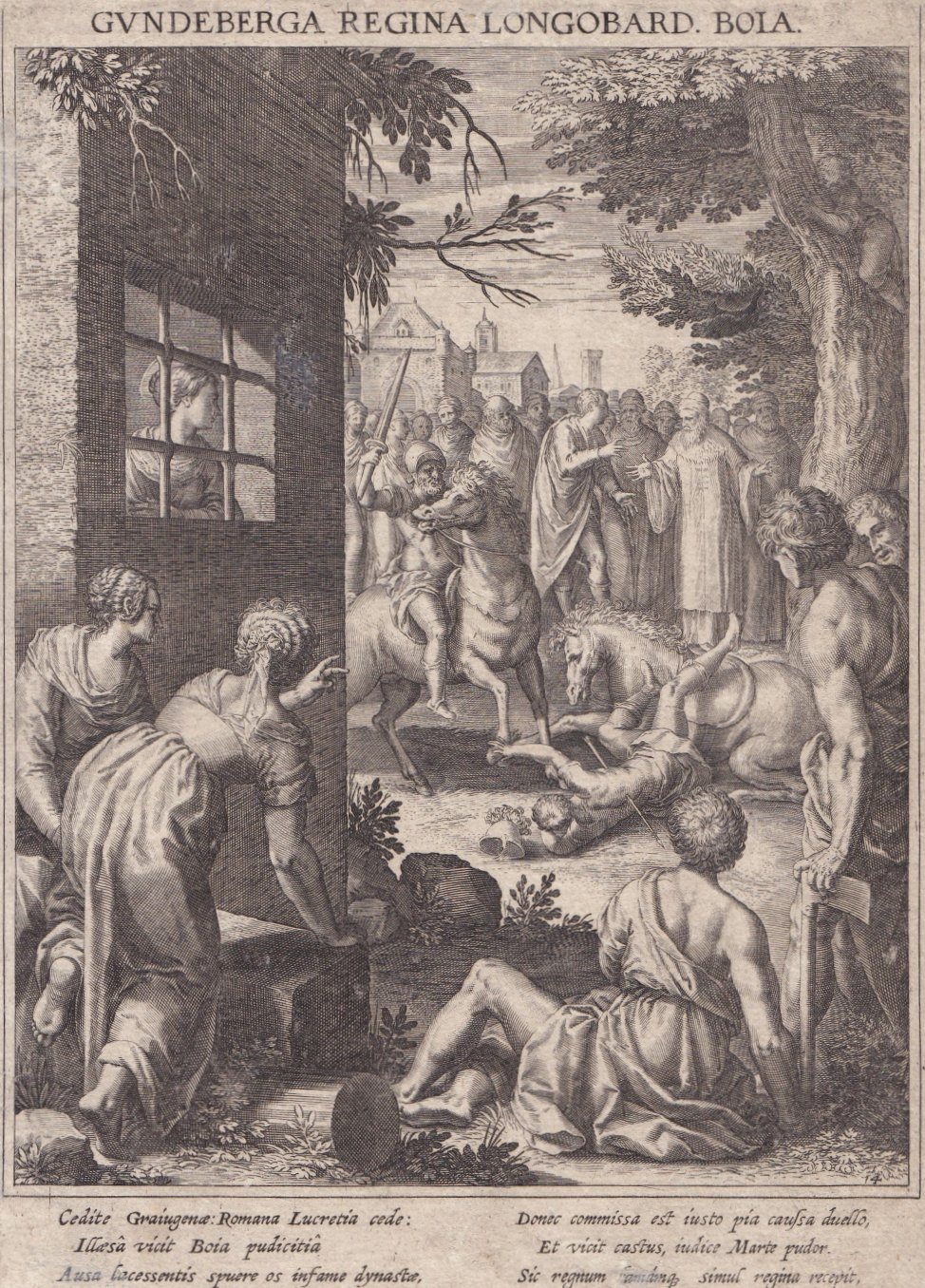
Gundeberga, fälschlicherweise der ehelichen Untreue angeklagt, sieht aus dem Kerkerfenster den für sie glücklichen Ausgang eines stellvertretend ausgetragenen Gottesurteils, Kupferstich um 1618 aus Bavaria Sancta, Rafael Sadeler

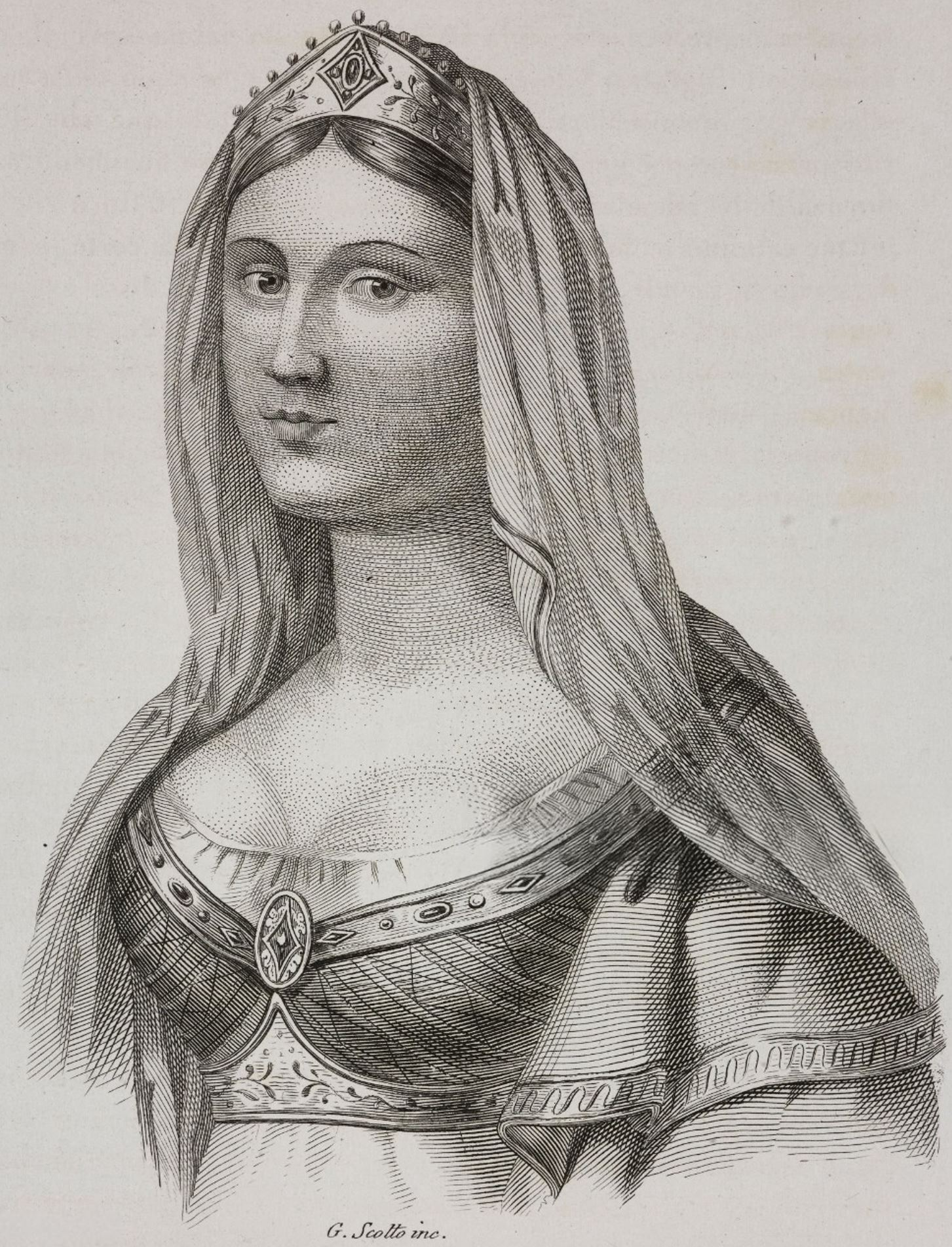
Porträt von Gundeperga oder Gundeberga (?-nach 652), Königin der Langobarden, Stich von G. Scotto, aus der Storia dei dominii stranieri in Italia dalla caduta dell'Impero romano in occidente fino ai nostri giorni (Geschichte der ausländischen Herrschaftsgebiete in Italien aus dem Untergang des Weströmischen Reiches bis heute), Band III, von Filippo Moise, 1840, Florenz.

Gundeperga (auch Gundiperga, Gundeberga, Gunperga; * 591; † nach 653) war als Gattin König Arioalds Königin der Langobarden. Sie war die Tochter des Langobardenkönigs Agilulf und seiner Frau Theudelinde.

## Leben

### Erste Ehe
Gundeperga war wie ihre Mutter Katholikin und mit dem arianischen dux (Herzog) Arioald von Turin verheiratet. Ihr Bruder Adaloald wurde 626 abgesetzt und Arioald zum König erhoben. In religiösen Fragen war Arioald tolerant. Arioald beschuldigte seine Frau Gundeperga des Ehebruchs und Mordkomplotts an ihm und kerkerte sie drei Jahre in Laumellum (Lomello) ein, ließ sie dann aber auf Intervention des Merowingers Chlothar II. wieder frei.

### Zweite Ehe
Nach dem Tod Arioalds heiratete Gundeperga Rothari, den Herzog von Brescia. Angeblich ließ sie ihn zu sich rufen und verlangte von ihm die Verstoßung seiner damaligen Frau, um Rothari selbst zu heiraten. Wahrscheinlicher ist jedoch, dass Rothari die Witwe des vorherigen Königs zu seiner Frau nahm, um so seine Herrschaft zu legitimieren.
Auch von Rothari wurde Gundeperga in Haft gehalten, insgesamt fünf Jahre lang. Dies geschah möglicherweise wegen ihres katholischen Glaubens, da Rothari selbst Arianer war. Erst auf Intervention von Aubedo, einem Gesandten des fränkischen Königs Chlodwig II., erlangte sie im Jahre 641 ihre Freiheit zurück.

### Dritte Ehe
Nach Rotharis Tod heiratete Gundeperga 652 dessen Thronnachfolger Rodoald, ihren Stiefsohn. Ein weiteres Mal wurde sie der Untreue bezichtigt. Rodoald entkräftete die Beschuldigung durch camfio (Gottesurteil durch Zweikampf) und stellte Gundepergas Ehre wieder her. Gundeperga ließ in Ticinum (Pavia) die Kirche San Giovanni Domnarum, in der sie nach ihrem Tod bestattet wurde, bauen und prächtig ausschmücken. Ihr weiteres Leben wurde von den Quellen nicht überliefert.
Die dritte Ehe Gundepergas wird von den meisten Historikern angezweifelt und für eine Verwechslung gehalten.